# Timehri
Timehri – miasto w Gujanie, w regionie Demerara-Mahaica.